# Zwergeidechsen
Die Zwergeidechsen (Parvilacerta) sind eine Gattung aus der Familie der Echten Eidechsen (Lacertidae). Sie sind bodenlebend und kommen überwiegend in trockenem Bergland vor.

## Merkmale
Zwergeidechsen erreichen eine Kopf-Rumpf-Länge von etwa 65 mm. Die Männchen sind kaum größer als die Weibchen. Kopf und Rumpf sind nur wenig abgeflacht. Im Gegensatz zu den meisten anderen echten Eidechsen ist das Flügelbein, das einen Teil des Gaumens bildet, bezahnt.

## Verbreitung
Zwergeidechsen sind im asiatischen Teil der Türkei, in Teilen Armeniens und disjunkt im Libanon heimisch.

## Arten
- Parvilacerta fraasii (Lehrs, 1910)
- Parvilacerta parva (Boulenger, 1887)